# Eric Bernotas
Eric Bernotas (West Chester, 5 de agosto de 1971) es un deportista estadounidense que compitió en skeleton. Ganó tres medallas en el Campeonato Mundial de Skeleton en los años 2007 y 2009.

## Palmarés internacional
| Campeonato Mundial | Campeonato Mundial           | Campeonato Mundial | Campeonato Mundial |
| Año                | Lugar                        | Medalla            | Prueba             |
| ------------------ | ---------------------------- | ------------------ | ------------------ |
| 2007               | Sankt Moritz (Suiza)         | Medalla de plata   | Individual         |
| 2007               | Sankt Moritz (Suiza)         | Medalla de plata   | Equipo mixto       |
| 2009               | Lake Placid (Estados Unidos) | Medalla de bronce  | Equipo mixto       |